# Raul Brandão
Raul Germano Brandão (n. 12 martie 1867, Foz do Douro — d. 5 decembrie 1930, Lisabona) a fost un militar, jurnalist și scriitor portughez.

## Viața și opera
Secolul al XX-lea începe cu Raul Brandão care face parte din aceeași generație cu Antnonio Nobre și care, ca și acesta, s-a ocupat de oamenii simpli din nordul Portugaliei, de pescari, de cei sărmani. Dar el nu ne oferă o imagine idilică precum poetul din Só, ci caută să ne facă să participăm la compasiunea sa pentru o populație redusă la mizerie și, în general, pentru toți cei ce suferă sau sunt umiliți. Opere importante: Pescadores (Pescarii).

## Opere
- 1890 - Impressões e Paisagens
- 1896 - História de um Palhaço
- 1901 - O Padre
- 1903 - A Farsa
- 1906 - Os Pobres
- 1912 - El-Rei Junot
- 1914 - A Conspiração de 1817
- 1917 - Húmus (1917)
- 1919 - Memórias (vol. I)
- 1923 - Teatro
- 1923 - Os Pescadores
- 1925 - Memórias (vol. II)
- 1926 - As Ilhas Desconhecidas
- 1926 - A Morte do Palhaço e o Mistério das Árvores
- 1927 - Jesus Cristo em Lisboa, cu Teixeira de Pascoaes
- 1929 - O Avejão
- 1930 - Portugal Pequenino, cu Maria Angelina Brandão
- 1931 - O Pobre de Pedir
- 1933 - Vale de Josafat

## Refeințe
1. 1 2  Autoritatea BnF, accesat în 10 octombrie 2015
2. 1 2  Raul Germano Brandão, Brockhaus Enzyklopädie
3. ↑  Raul Brandão - Vidas Lusofonas